# Садошіге Като
Като Садошіге (яп. 加藤 禎重, Kato Sadashige; 22 липня 1943 — 16 квітня 2020) — японський майстер бойових мистецтв, засновник Міжнародної асоціації карате IJKA (International Japan Karate Association), володар 10-го дана. Один із провідних представників традиційного карате стилю Шотокан, який зробив значний внесок у розвиток карате в Європі.

## Біографія
Като Садошіге народився 22 липня 1943 року в префектурі Кочі, Японія. Він навчався в Токійському університеті Такушоку, де тренувався під керівництвом таких майстрів, як Масатоші Накаяма, Хірокадзу Канаґава, Кейносуке Еноеда та Цуяма. У 1965—1966 роках він перебував у Німеччині, де асистував Канаґава сенсею, а з 1966 року переїхав до Великої Британії, де прожив понад 50 років, активно популяризуючи карате.

## Діяльність у IJKA
У 1990-х роках Като Садошіге заснував Міжнародну асоціацію карате IJKA, метою якої було збереження та розвиток традиційного карате Шотокан. Під його керівництвом IJKA розширила свою діяльність у багатьох країнах світу, включаючи Європу, Азію, Північну та Південну Америку.

## Практика в Європі
Като Садошіге був ключовою фігурою у розвитку традиційного карате в Європі. З 1966 року він проводив семінари, атестації та технічні збори в таких країнах, як Велика Британія, Німеччина, Польща, Франція, Італія, Угорщина, Словаччина, Україна та інших. Його тренінги відзначалися глибоким аналітичним підходом до ката, куміте та кіхон, а також суворим дотриманням етики карате-до.
Зокрема, у листопаді 2019 року в Софії, Болгарія, відбувся міжнародний семінар з Като сенсеєм та XVI Міжнародний чемпіонат Шотокан карате-до «Шисейкан»
Шисейкан Доджо. У липні 2014 року в Познані, Польща, пройшов відкритий чемпіонат світу з карате-до Шотокан та Міжнародний Кубок Като, перед яким Като сенсей провів дводенний семінар
karateswo.org.

## Внесок у розвиток карате
Като Садошіге відомий своєю здатністю інтерпретувати та викладати техніку карате, зберігаючи історичну точність стилю Шотокан. Він розробив серію ката для різних стійок, включаючи Zenkutsu dachi no Kata, Kiba dachi no kata, Kokutsu dachi no kata та інші. Також він створив ката для початківців, таких як Dai Itsu ken для 12 кю, та ката для людей на візках, наприклад, So-rin Dai
Начало | shotokan.bg

## Значущість
Като Садошіге має винятковий авторитет серед практиків традиційного карате. Його значущість визначається:
- Наступництвом школи Накаями — він є одним із останніх майстрів, хто навчався безпосередньо у Масатоші Наками.
- Поширенням традиційного карате у світі — зокрема в Європі, де він заклав основи багатьох національних секцій IJKA.
- Формуванням технічних стандартів IJKA
- Вихованням нових поколінь майстрів

## Пам'ять
Після смерті Като Садошіге 16 квітня 2020 року, IJKA продовжує розвивати його спадщину, організовуючи семінари та чемпіонати на його честь. Зокрема, у листопаді 2024 року в Софії, Болгарія, відбувся меморіальний семінар Като сенсея та атестація на дан-рівні.